# (12773) Lyman
(12773) Lyman (1994 PJ10) – planetoida z pasa głównego asteroid okrążająca Słońce w ciągu 4,51 lat w średniej odległości 2,73 j.a. Odkryta 10 sierpnia 1994 roku.